# Christoph Lütgert

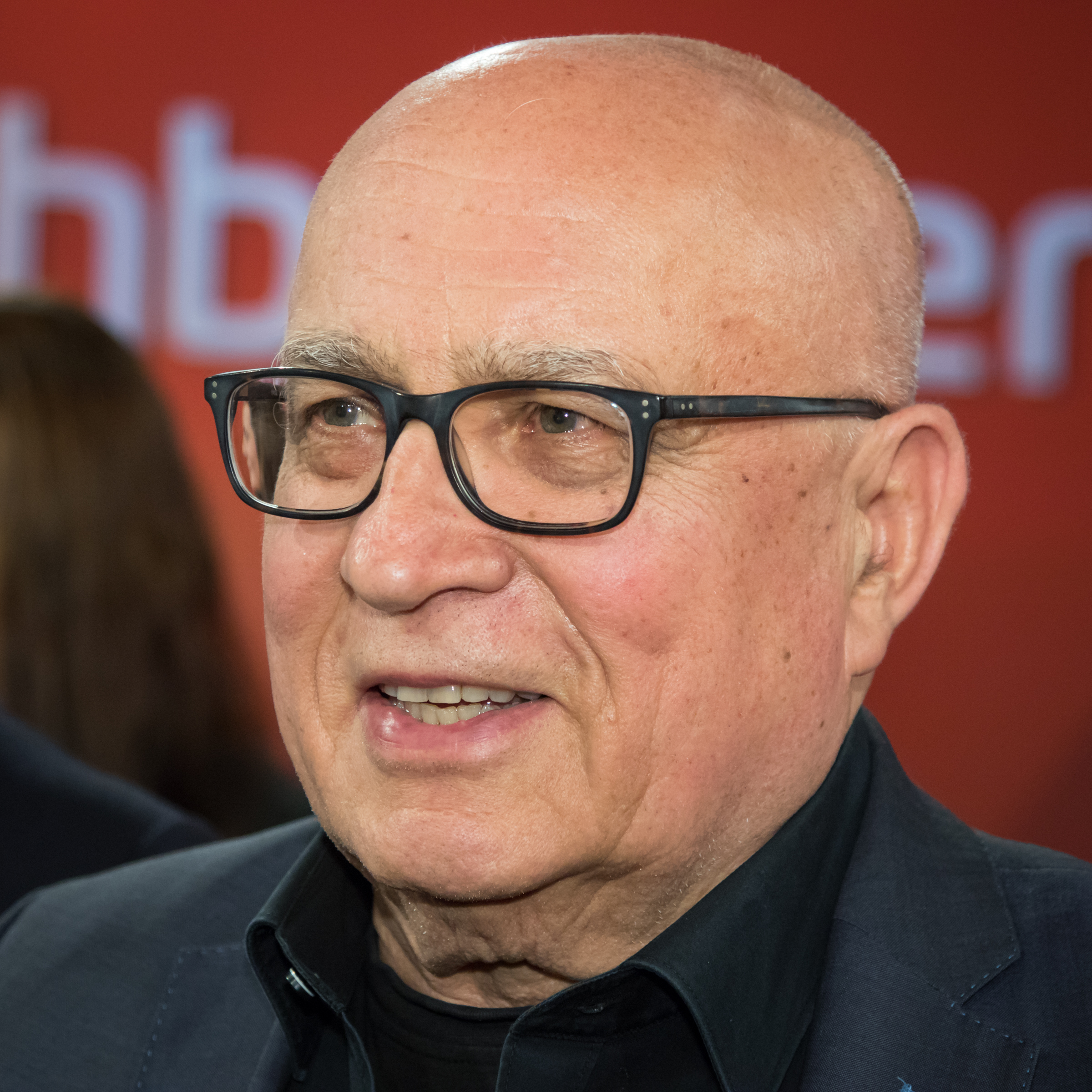
Christoph Lütgert (2017)

Christoph Lütgert (* 8. Mai 1945 in Bad Wilsnack) ist ein deutscher Journalist und Autor. Lütgert war seit 1993 bis zu seinem Ruhestand 2010 Chefreporter des Norddeutschen Rundfunks (NDR).

## Leben
Nach dem Abitur arbeitete Lütgert als freier Mitarbeiter der Deutschen Presse-Agentur (dpa) und begann mit einem Jura- und dann mit einem Publizistik-Studium. Über die Studenten-Proteste und die Auseinandersetzungen in Berlin in der zweiten Hälfte der sechziger Jahre berichtete Lütgert für dpa. Er brach sein Studium ab und arbeitete danach hauptberuflich für die dpa.
Nach seinem Volontariat wurde er 1970 Redakteur im dpa-Landesbüro Nordrhein-Westfalen in Düsseldorf. 1973 wurde er landespolitischer Korrespondent der dpa für Nordrhein-Westfalen und wechselte Anfang der 1980er Jahre in das dpa-Hauptstadtbüro nach Bonn, bevor ihn der damalige NDR-Hörfunkchefredakteur Jürgen Kellermeier als Bonner Korrespondent für den NDR-Hörfunk anwarb.
1988 wechselte Lütgert innerhalb des NDR zum Fernsehen und wurde Erster Reporter beim ARD-Polit-Magazin Panorama. 1993 wurde er Fernsehchefreporter des NDR und bereiste in dieser Eigenschaft u. a. China, Südostasien, den Pazifik-Raum, Skandinavien, die USA und Großbritannien.
Christoph Lütgert moderierte auch nach 1993 vertretungsweise das vom NDR produzierte ARD-Politikmagazin Panorama und das NDR-Satiremagazin Extra 3. Mit einer Filmdokumentation deckte er 1997 die tatsächlichen Ursachen für den Absturz einer Messerschmitt Me 110 während des Zweiten Weltkrieges bei Bokel in Schleswig-Holstein auf.
Mit Kommentaren in den ARD-Tagesthemen und Reporter-Einsätzen für das Magazin Panorama machte Lütgert in den letzten Jahren auf sich aufmerksam. Aufsehen erregten insbesondere Lütgerts Reportagen über den Textil-Discounter KiK („Die Kik-Story“), und über den AWD („Der Drückerkönig und die Politik“). In seinem Beitrag „Rot-Grün macht Kasse“ berichtete er über den Wechsel von Spitzenpolitikern der rot-grünen Koalition unter Bundeskanzler Gerhard Schröder in den Lobbyismus. 2012 berichtet er kritisch über lange Regulierungszeiten bei schweren Versicherungsschäden in „Die Nein-Sager – Die Macht der Versicherungskonzerne“.

## Preise
- 2002: Leuchtturm-Preis des Netzwerks Recherche für die TV-Dokumentation „Das Lipobay-Desaster“
- 2003: Rias-Preis für die TV-Dokumentation „Das Lipobay-Desaster“
- 2005: Rias-Preis für die zweiteilige ARD-Dokumentation „Die Bushs - Eine Familien-Dynastie“
- 2010: Journalist des Jahres in der Kategorie Redaktion gemeinsam mit Dietmar Schiffermüller für Panorama DIE REPORTER[14]
- 2010: Otto-Brenner-Preis für die TV-Reportage „Die KiK-Story“
- 2010: Wirtschaftsjournalist des Jahres des Magazins Wirtschaftsjournalist[15]
- 2017: Deutscher Fernsehpreis in der Kategorie "Beste Information" für die ARD-Produktion "PanamaPapers – im Schattenreich der Offshorefirmen"[16]